# Barbara de Brandebourg (1527-1595)
 (août 2024).
Pour les articles homonymes, voir Barbara de Brandebourg et Brandebourg (homonymie).
Barbara de Brandebourg (1527-1595) (polonais:Barbara Brandenburska ) (née le 10 août 1527 - morte le 25 janvier 1595) princesse allemande qui règne comme douairière sur le duché de Brzeg (allemand: Brieg) en Silésie de 1586 jusqu'à sa mort.

## Biographie
Barbara de Brandebourg est la fille du Prince-Electeur Joachim II Hector de Brandebourg et de sa première épouse Madeleine de Saxe († 1534), fille de Georges de Saxe. Le 15 février 1545, elle épouse le duc Georges II de Brzeg. Elle lui donne sept enfants dont deux fils Joachim-Frédéric de Brzeg et Jean-Georges d'Oława. Elle reçoit comme douaire ou Oprawa wdowia lors de son veuvage la cité et le duché de Brzeg en allemand Brieg en 1586 ou elle règne jusqu'à sa propre mort en 1595.

## Sources
- (de) Europäische Stammtafeln Vittorio Klostermann, Gmbh, Francfort-sur-le-Main, 2004  (ISBN 3465032926),  Die Herzoge von Schlesien, in Liegnitz 1352-1596, und in Brieg 1532-1586 des Stammes der Piasten  Volume III Tafel 10 et Die Herzoge von Liegnitz, Brieg und Wohlau 1586-1675 des Stammes der Piasten Tafel 11.